# Juan de Ortega (teniente de gobernador)
Juan de Ortega (Medina de Pomar de Burgos, España, ca. 1510 - Asunción del Paraguay, 1575) fue un militar, colonizador, conquistador y burócrata colonial español que fue vecino fundador de la primera Buenos Aires y quien fuera nombrado teniente de gobernador general de Asunción desde 1556 hasta mediados de 1569. 

Como lugarteniente del gobernador Francisco Ortiz de Vergara, lo remplazaría mientras este se ausentara en la provincia de Charcas pero sin ejercer el interinato, por lo que conservó el título de teniente de gobernador, y de esta manera crearía un gobierno provisional entre los años 1564 y 1568.

## Biografía hasta la deportación del adelantado Núñez Cabeza de Vaca

### Origen familiar y primeros años
Juan de Ortega había nacido hacia 1510 en la villa burgalesa de Medina de Pomar de Castilla la Vieja que formaba parte de la Corona castellana hasta 1516, ya que por la autoproclamación de Carlos I como rey, pasaría a ser de la Corona de España.

### Expedición colonizadora de Mendoza
Pasó a Sudamérica con la expedición colonizadora del adelantado Pedro de Mendoza, por lo cual sería vecino fundador de la primera Buenos Aires.

### Gestiones burocráticas en la primera Buenos Aires
En los años 1537 y 1539, Juan de Ortega se había quedado remplazando, como lugarteniente que era y sin tomar el interinato, al capitán Francisco Ruiz Galán quien ocupara el cargo de teniente de gobernador de Buen Ayre, Corpus Christi y Buena Esperanza, cuando fuera este hacia Asunción para asumir en forma interina la gobernación del Río de la Plata y del Paraguay, aunque sin lograr sus objetivos por la sentencia de Alonso de Cabrera que portaba la real cédula imperial, adjudicándosela al capitán Domingo Martínez de Irala.

### Orden de Irala para mudar la ciudad
A finales de julio de 1540, por mandato del gobernador interino Martínez de Irala, partió con algunos hombres de la ciudad de Asunción a bordo de dos embarcaciones con la orden de alcanzar la malograda Buenos Aires por vía fluvial y tomar posesión de la misma para luego mudarla de lugar. Al llegar a destino a finales de agosto del mismo año, no pudo cumplir dicho objetivo porque los pobladores se resistieron y algunos por los maltratos huyeron al Brasil. En su arribo al puerto hacía poco tiempo que el marino genovés León Pancaldo había fallecido.
Cuando asumiera el nuevo adelantado Álvar Núñez Cabeza de Vaca sería uno de los que se amotinarían en su contra.

## Teniente de gobernador general de Asunción  y deceso

### Nombramiento en reemplazo de Gonzalo de Mendoza
Fue nombrado teniente de gobernador general de Asunción desde el 3 de octubre de 1556, cuando su antecesor Gonzalo de Mendoza fuera nombrado gobernador interino del Río de la Plata y del Paraguay, y luego de su muerte el 21 de julio de 1558, continuaría en el puesto durante la gestión del nuevo gobernador interino Francisco Ortiz de Vergara.
Debido a las exageraciones de Ñuflo de Chaves con respecto de las riquezas del nuevo territorio conquistado, el gobernador Vergara procedió a iniciar el éxodo asunceno el 19 de octubre de 1564, dejando como interino en el gobierno a su lugarteniente Juan de Ortega pero como Vergara fuera depuesto de su cargo de gobernador por la Real Audiencia de Charcas, restablecería a Ortega en su puesto precedente y lo sucedería en el de gobernador, el futuro adelantado Juan Ortiz de Zárate, pero al viajar a Europa dejaría en su lugar como interino el 11 de diciembre de 1568 a su nuevo lugarteniente Felipe de Cáceres.
Ortega se mantuvo en el cargo de teniente de gobernador hasta el 31 de julio de 1569. Como había quedado con la tutela de los hijos menores del difunto gobernador Martínez de Irala, hizo una rendición de cuentas en el año 1574, haciendo de testigos Juan de Arena, Francisco Gómez, Roque Gracia y su esposa María Brito.

### Fallecimiento
Finalmente Juan de Ortega fallecería en un levantamiento aborigen en el año 1575 en la ciudad de Asunción del Paraguay la cual formaba parte de la gobernación del Río de la Plata y del Paraguay y esta a su vez, del Virreinato del Perú.

## Matrimonio y descendencia
El ya maduro capitán Juan de Ortega se había unido en matrimonio hacia 1558 con la joven Leonor de la Torre (n. ca. 1540), la sobrina menor del obispo Pedro Fernández de la Torre con quien había llegado junto a su hermana mayor Juana de la Torre a la ciudad de Asunción el 2 de abril de 1556, y fruto de esta unión tuvieron a dos hijas que adoptarían los apellidos de sus abuelos, en vez del paterno:
- Juana de la Torre[23] (n. Asunción, ca. 1560)[2] quien contrajo matrimonio en Buenos Aires con el gobernador interino Rodrigo Ortiz de Zárate[3] (n. Valladolid, 1554) y con quien concibió, por lo menos, a Juan Ortiz de Zárate que años después se casaría con María de Olavarri.[2]
- Úrsula de Villasante[4][23] (n. ca. 1565) que se enlazó hacia 1590 con el capitán Juan de Vallexo[4] (Asunción, ca. 1556 - ib., febrero de 1600), un hijo del capitán Esteban de Vallexo,[4] y que habría sido nombrado regidor electo del cabildo asunceno en 1597 y luego en el año de fallecimiento. Este matrimonio concibió a Juan de Vallexo Villasante (n. ca. 1595 - Asunción, 1671) que se casaría en su ciudad el 17 de septiembre de 1617 con María de Rojas Aranda.[2]